# Joegoslavië op de Olympische Winterspelen 1928
Tijdens de Olympische Winterspelen van 1928, die in Sankt Moritz (Zwitserland) werden gehouden, nam Joegoslavië voor de tweede keer deel.

## Deelnemers en resultaten

### Langlaufen
| Olympiër       | Discipline | Resultaat | Prestatie |
| -------------- | ---------- | --------- | --------- |
| Stane Bervar   | 50 km (m)  | 30e       | 6:46.48   |
| Janko Janša    | 18 km (m)  | 40e       | 2:19.54   |
| Janko Janša    | 50 km (m)  | 29e       | 6:34.59   |
| Joško Janša    | 18 km (m)  | 26e       | 2:01.14   |
| Joško Janša    | 50 km (m)  | 23e       | 5:58.09   |
| Peter Klofutar | 18 km (m)  | 39e       | 2:14.08   |
| Stane Kmet     | 50 km (m)  | 28e       | 6:32.07   |
| Boris Režek    | 18 km (m)  | 42e       | 2:28.44   |

Argentinië · België · Canada · Duitsland · Estland · Finland · Frankrijk · Groot-Brittannië · Hongarije · Italië · Japan · Joegoslavië · Letland · Litouwen · Luxemburg · Mexico · Nederland · Noorwegen · Oostenrijk · Polen · Roemenië · Tsjecho-Slowakije · Verenigde Staten · Zweden · Zwitserland